# Jean-Claude Piumi
Jean-Claude Piumi est un footballeur français né le 27 mai 1940 à Giraumont (Meurthe-et-Moselle) et mort le 24 mars 1996 à Fréjus (Var). Comptant 4 sélections avec l'équipe de France entre 1962 et 1967, il participe à la Coupe du monde 1966 en Angleterre . 

## Biographie
Originaire du bassin minier lorrain, il débute à Giraumont, tout comme Serge Masnaghetti. 
Pilier de la défense de Valenciennes, il est sélectionné pour la Coupe du monde à Londres en 1966.

## Carrière

### Joueur
- -1959 : AS Giraumont (formation)
- 1959-1970 : US Valenciennes-Anzin
- 1970-1972 : AS Monaco
- 1972-1973 : Saint-Raphaël

### Entraîneur
- 1973-1977 : Mantes-la-Jolie
- 1978-1984 : AS Guerville

## Palmarès
- International A de 1962 à 1967 : 4 sélections et 1 but marqué[2]
- Participation à la Coupe du monde 1966
- Vice-champion de France de D2 en 1962